# ミレニアム・ハイスクール (ニューヨーク市)

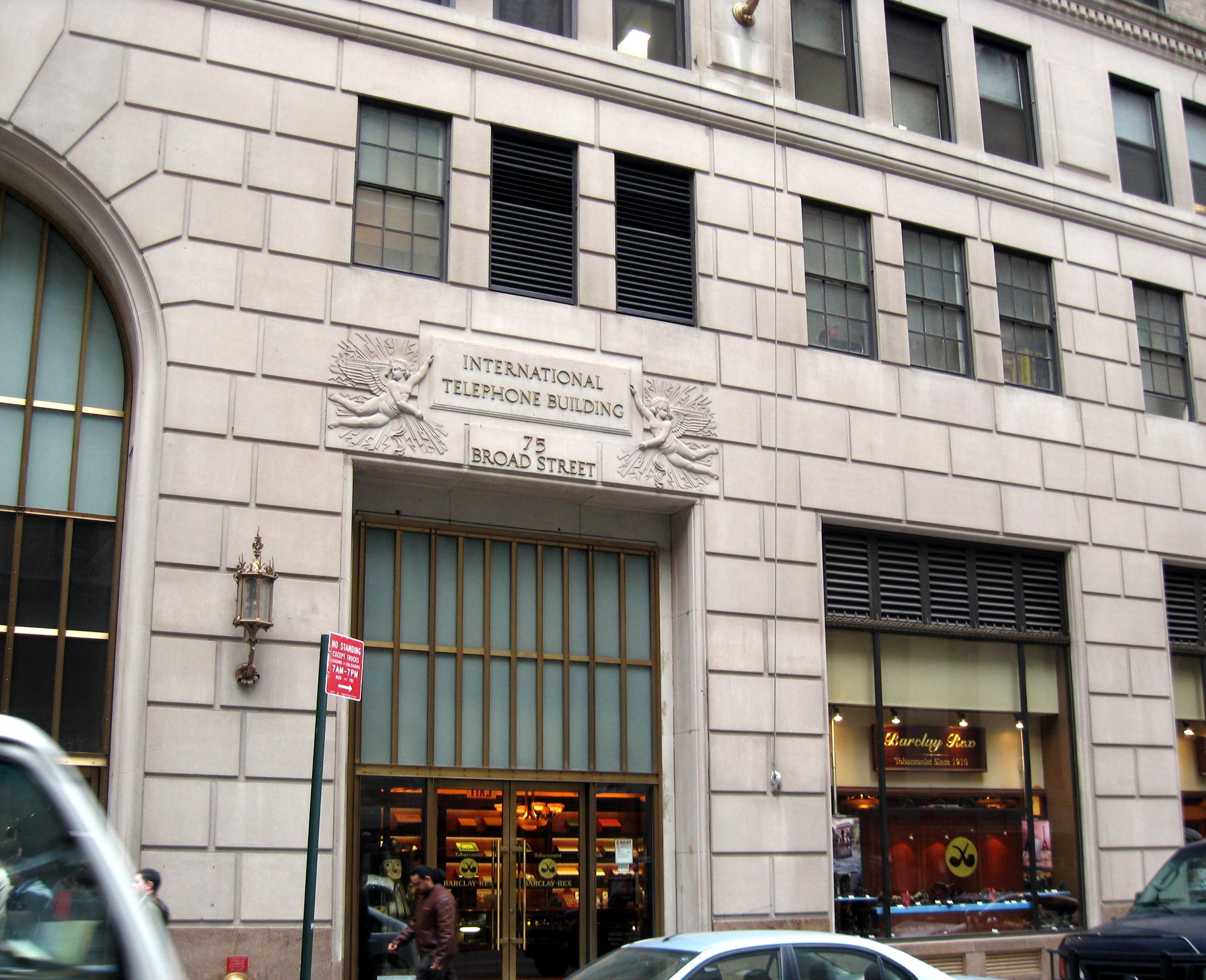
75 ブロード・ストリート

ミレニアム・ハイスクール（英: Millennium High School）は、ニューヨーク市マンハッタン区ブロード・ストリート75番地にある公立のハイスクール。ニューヨーク公立ハイスクールでは珍しく、旧ITTビルディングの11階、12階、13階を占めており、ロウアー・マンハッタンの金融地区にある。
ビル&メリンダ・ゲイツ財団、カーネギー・コーポレーション、オープン・ソサエティ財団によるニュー・ビジョン・フォー・パブリック・スクールの500,000$の寄贈を受け、2002年に設立された。学校は、75 ブロード・ストリートの11階、12階および13階にある。マンハッタン・コミュニティ・ボード1は、学校建造のために1200万$を集金した。
建物内のスペースは、アメリカ同時多発テロ後のロウアー・マンハッタン地区を再生しようという、2003年の連邦政府、ニュー・ビジョン・フォー・パブリック・スクールのような関係のあるグループからの数百万$の支援により、可能となった。しかし、学校は、学生の要求に応えるため、アッパー・マンハッタンのアート・アンド・デザイン・ハイスクールに一年間置かれていた。
学校内はモダンでカラフルで、オープンで、明るい。デザインは、オフィスビル内の大部屋を使用しており、集会室は、廊下や閉じたドアよりも広いスペースをとったユニークな建築となっている。
学校は、グレーター・ニューヨークYMCAとユニークな協力関係にあり、生徒に多数の課外活動、スポーツ団体などを提供している。小さな学校であるためアドバンス・プレイスメント（AP）コースは少なく、国語（英語学・英文学）、アメリカ史、スタジオ芸術、世界史、生物、化学、および微分・積分のみAPが存在する。

## スタッフ
元校長のロバート・ローデスは、長年公立学校の教師や管理者を行ってきた。彼は2003年に、クラーク大学の第2次教育者の年間賞を受け取った。彼は2012年2月16日に引退し、2012年6月以降はニューヨーク州・チャパクアのホレス・グリーリー・ハイスクールの校長となる考えを発表した。
ミレニアム・ハイスクールの職員は全員、修士学位を取得している。彼らは、ニューヨーク大学、ダートマス大学、コネチカット大学、スタンフォード大学、バーナード・カレッジ、ロチェスター大学、バックネル大学、コロンビア大学、ミシガン大学、ハーバーフォード大学、マサチューセッツ工科大学、インディアナ大学、コネチカット・カレッジ、オハイオ州立大学、コーネル大学、ラトガース大学、ウェルズリー大学、スキッドモア大学、ウィスコンシン大学、マサチューセッツ大学、タフツ大学およびデューク大学などに通っていた。多くが非常に競争率の高い学校を出ており、世界中で学んでいる。
ミレニアム・ハイスクールは、第9学区のニューヨーク市教育局が運営している。
フェニックスは、学校のマスコットであり、9.11アメリカ同時多発テロからの復興を象徴している。